# M41 (САУ)
155-мм самоходная гаубица M41 "Gorilla" (англ. 155mm Howitzer Motor Carriage M41) — самоходная артиллерийская установка США времён Второй мировой войны, класса самоходных гаубиц, лёгкая по массе. Разработана в 1941—1944 годах, вначале на шасси танка M3 Стюарт, затем на более современном шасси M24 Чаффи. Серийное производство M41 было начато в 1945 году, но с окончанием Второй мировой было свёрнуто после выпуска всего 85 машин. M41 появилась слишком поздно, чтобы принять участие во Второй мировой войне, однако активно использовалась в Корейской войне.
| Год  | 6 | 7  | 8  | 9  | Всего |
| ---- | - | -- | -- | -- | ----- |
| 1945 | 1 | 19 | 35 | 30 | 85    |